# Fernando Lopes
Fernando Marques Lopes GOIH (Alvaiázere, Maçãs de Dona Maria, 28 de dezembro de 1935 — Lisboa, 2 de maio de 2012), foi um cineasta português.

## Biografia
Fernando Lopes nasceu a 28 de dezembro de 1935 em Maçãs de Dona Maria, concelho de Alvaiázere, distrito de Leiria.
Passou parte da infância em Vila Nova de Ourém, aos cuidados de uma tia, tendo entrado pela primeira vez numa sala de cinema naquela vila. Veio para Lisboa aos dez anos, ao encontro da mãe. Pouco depois, começou a trabalhar, como paquete numa loja da Baixa Pombalina, prosseguindo os estudos no Ensino Técnico.
Despontou para o cinema através do movimento cineclubista, tendo integrado o Cineclube Imagem, animado por José Ernesto de Sousa.
Em 1957 Fernando Lopes concorreu ao quadro técnico da Rádio e Televisão de Portugal, então inaugurada. Ao fim de dois anos a trabalhar na RTP, obteve em 1959, uma bolsa do Fundo do Cinema Nacional, que o levou para Inglaterra. 
Neste país frequentaria a London Film School, onde se diplomou em Realização. No estágio final do curso, trabalhou um mês como assistente de Nicolas Ray, na rodagem do filme Sombras Brancas.
Regressado a Portugal, assinou Belarmino (1964), uma média-metragem sobre a vida do pugilista Belarmino Fragoso, antigo campeão de boxe, e a sua trajetória da miséria à fama e da fama de volta à miséria. Considerada uma obra-chave no movimento do Novo Cinema português, Belarmino coloca Fernando Lopes como um dos realizadores desse novo movimento, que bebia inspiração no cinema europeu do pós-guerra, nomeadamente nos filmes da Nouvelle Vague; ao lado de José Ernesto de Sousa, autor de Dom Roberto, e de Paulo Rocha, realizador de Os Verdes Anos. 
Em 1965 fez um estágio em Hollywood, onde permaneceu durante três meses. Ao regressar filmou Uma Abelha na Chuva (1971), baseado no romance homónimo de Carlos de Oliveira. Este filme seria, a par de Belarmino e, posteriormente, O Delfim (2002), a partir do livro homónimo de José Cardoso Pires, uma das obras mais significativas da sua filmografia.
Em 1976, assina a sua terceira longa-metragem, Nós por cá todos bem, em que aborda o contraste da vida no campo e na cidade, evocando também a vida da sua mãe. 
Na década de 1980, mais precisamente em 1984, dá-se a sua incursão na comédia, com Crónica dos Bons Malandros, adaptação do livro homónimo de Mário Zambujal, pelo próprio Fernando Lopes, com Artur Semedo, sendo estes dois também intérpretes, ao lado de um elenco composto por João Perry, Nicolau Breyner e Lia Gama.
Em 2002 estreia O Delfim, adaptado da obra homónima de José Cardoso Pires, feita em parceria com Vasco Pulido Valente. Seguindo a obra original, que retrata de forma cáustica uma família aristocrata do Portugal rural, no final do salazarismo, as personagens principais, Tomás da Palma Bravo e Maria das Mercês, são interpretados por Rogério Samora e Alexandra Lencastre.
Serão também Rogério Samora e Alexandra Lencastre a protagonizar Lá Fora, filme estreado em 2004, com argumento do crítico João Lopes, onde aborda a possibilidade de uma relação amorosa entre duas personagens que vivem uma vida marcada pela solidão.
A par da realização Fernando Lopes exerceu outras responsabilidades no meio cinematográfico e da televisão. Ainda antes do 25 de abril de 1974 foi escolhido como presidente do Centro Português de Cinema, cooperativa de cineastas apoiada pela Fundação Calouste Gulbenkian, para fomentar a produção do cinema português; e dirigiu a renascida revista Cinéfilo (1973-1974). 
Entre finais da década de 1970, princípios de 80 foi cofundador da RTP2, e o seu primeiro diretor, numa altura em que a segunda estação pública ficou conhecida como Canal Lopes, por causa de uma crónica de Rolo Duarte.
Também lecionou durante vários anos no curso de cinema da Escola Superior de Teatro e Cinema do Instituto Politécnico de Lisboa.
A 9 de Junho de 1994 foi feito Grande-Oficial da Ordem do Infante D. Henrique.
98 octanas (2006), Os sorrisos do destino (2009) e Em câmara lenta (2012) foram os seus últimos filmes.

## Filmografia seleccionada
- 2012 - Em Câmara Lenta
- 2009 - Os Sorrisos do Destino
- 2006 - 98 Octanas
- 2004 - Lá Fora
- 2002 - O Delfim
- 1993 - O Fio do Horizonte
- 1988 - Matar Saudades
- 1984 - Crónica dos Bons Malandros
- 1976 - Nós Por Cá Todos Bem
- 1975 - Cantigamente Nº1 (TV)
- 1975 - As Armas e o Povo - colectivo
- 1971 - Uma Abelha na Chuva
- 1964 - Belarmino
- 1962 - As Palavras e os Fios
- 1960 - The Bowler Hat
- 1960 - Interlude
- 1960 - The Lonely Ones

## Colaboradores recorrentes
| Colaborador                                             | As Pedras e o Tempo (1961)                      | As Palavras e os Fios (1962)                    | Belarmino (1964)                                | Tejo na Rota do Progresso (1964)                | Se Deus Quiser... (1966)                        | Hoje, Estreia (1967)                            | Uma Abelha na Chuva (1972)                      | A Aventura Calculada (1972)                     | Era Uma Vez... Amanhã (1972)                    | Nacionalidade: Português (1974)                 | O Encoberto (1975)                              | Nós por Cá Todos Bem (1978)                     | Crónica dos Bons Malandros (1984)               | Matar Saudades (1987)                           | O Fio do Horizonte (1993)                       | Lissabon Wuppertal Lisboa (1998)                | Olhar / Ver - Gérard, Fotógrafo (1998)          | Cinema (2001)                                   | O Delfim (2002)                                 | Lá Fora (2004)                                  | Tomai Lá do O'Neill (2004)                      | 98 Octanas (2006)                               | O Meu Amigo Mike ao Trabalho (2008)             | Os Sorrisos do Destino (2009)                   | Em Câmara Lenta (2012)                          | Total                                           |
| Frequentes membros de elenco (4 ou mais filmes)         | Frequentes membros de elenco (4 ou mais filmes) | Frequentes membros de elenco (4 ou mais filmes) | Frequentes membros de elenco (4 ou mais filmes) | Frequentes membros de elenco (4 ou mais filmes) | Frequentes membros de elenco (4 ou mais filmes) | Frequentes membros de elenco (4 ou mais filmes) | Frequentes membros de elenco (4 ou mais filmes) | Frequentes membros de elenco (4 ou mais filmes) | Frequentes membros de elenco (4 ou mais filmes) | Frequentes membros de elenco (4 ou mais filmes) | Frequentes membros de elenco (4 ou mais filmes) | Frequentes membros de elenco (4 ou mais filmes) | Frequentes membros de elenco (4 ou mais filmes) | Frequentes membros de elenco (4 ou mais filmes) | Frequentes membros de elenco (4 ou mais filmes) | Frequentes membros de elenco (4 ou mais filmes) | Frequentes membros de elenco (4 ou mais filmes) | Frequentes membros de elenco (4 ou mais filmes) | Frequentes membros de elenco (4 ou mais filmes) | Frequentes membros de elenco (4 ou mais filmes) | Frequentes membros de elenco (4 ou mais filmes) | Frequentes membros de elenco (4 ou mais filmes) | Frequentes membros de elenco (4 ou mais filmes) | Frequentes membros de elenco (4 ou mais filmes) | Frequentes membros de elenco (4 ou mais filmes) | Frequentes membros de elenco (4 ou mais filmes) |
| ------------------------------------------------------- | ----------------------------------------------- | ----------------------------------------------- | ----------------------------------------------- | ----------------------------------------------- | ----------------------------------------------- | ----------------------------------------------- | ----------------------------------------------- | ----------------------------------------------- | ----------------------------------------------- | ----------------------------------------------- | ----------------------------------------------- | ----------------------------------------------- | ----------------------------------------------- | ----------------------------------------------- | ----------------------------------------------- | ----------------------------------------------- | ----------------------------------------------- | ----------------------------------------------- | ----------------------------------------------- | ----------------------------------------------- | ----------------------------------------------- | ----------------------------------------------- | ----------------------------------------------- | ----------------------------------------------- | ----------------------------------------------- | ----------------------------------------------- |
| Joaquim Leitão                                          |                                                 |                                                 |                                                 |                                                 |                                                 |                                                 |                                                 |                                                 |                                                 |                                                 |                                                 |                                                 |                                                 |                                                 | Yes                                             |                                                 |                                                 |                                                 | Yes                                             | Yes                                             |                                                 | Yes                                             |                                                 |                                                 |                                                 | 4                                               |
| Rui Morisson                                            |                                                 |                                                 |                                                 |                                                 |                                                 |                                                 |                                                 |                                                 |                                                 |                                                 |                                                 |                                                 |                                                 |                                                 |                                                 |                                                 |                                                 |                                                 | Yes                                             | Yes                                             | Yes                                             |                                                 |                                                 | Yes                                             | Yes                                             | 5                                               |
| Rogério Samora                                          |                                                 |                                                 |                                                 |                                                 |                                                 |                                                 |                                                 |                                                 |                                                 |                                                 |                                                 |                                                 |                                                 | Yes                                             |                                                 |                                                 |                                                 |                                                 | Yes                                             | Yes                                             |                                                 | Yes                                             |                                                 | Yes                                             |                                                 | 5                                               |
| Frequentes membros de equipa técnica (4 ou mais filmes) |                                                 |                                                 |                                                 |                                                 |                                                 |                                                 |                                                 |                                                 |                                                 |                                                 |                                                 |                                                 |                                                 |                                                 |                                                 |                                                 |                                                 |                                                 |                                                 |                                                 |                                                 |                                                 |                                                 |                                                 |                                                 |                                                 |
| Maria Zé Branco (Direção de arte)                       |                                                 |                                                 |                                                 |                                                 |                                                 |                                                 |                                                 |                                                 |                                                 |                                                 |                                                 |                                                 |                                                 |                                                 |                                                 |                                                 |                                                 |                                                 | Yes                                             | Yes                                             |                                                 | Yes                                             |                                                 | Yes                                             | Yes                                             | 5                                               |
| Paulo Branco (Produção)                                 |                                                 |                                                 |                                                 |                                                 |                                                 |                                                 |                                                 |                                                 |                                                 |                                                 |                                                 |                                                 |                                                 |                                                 |                                                 |                                                 |                                                 |                                                 | Yes                                             | Yes                                             |                                                 | Yes                                             |                                                 | Yes                                             | Yes                                             | 5                                               |
| Miguel Ceitil (Edição)                                  |                                                 |                                                 |                                                 |                                                 |                                                 |                                                 |                                                 |                                                 |                                                 |                                                 |                                                 |                                                 |                                                 |                                                 |                                                 | Yes                                             | Yes                                             | Yes                                             |                                                 |                                                 | Yes                                             | Yes                                             |                                                 |                                                 |                                                 | 5                                               |
| Manuel Costa e Silva (Cinematografia)                   |                                                 |                                                 |                                                 | Yes                                             | Yes                                             | Yes                                             | Yes                                             | Yes                                             | Yes                                             |                                                 | Yes                                             | Yes                                             | Yes                                             |                                                 |                                                 | Yes                                             | Yes                                             |                                                 |                                                 |                                                 |                                                 |                                                 |                                                 |                                                 |                                                 | 11                                              |
| Edmundo Díaz Sotelo (Cinematografia)                    |                                                 |                                                 |                                                 |                                                 |                                                 |                                                 |                                                 |                                                 |                                                 |                                                 |                                                 |                                                 |                                                 |                                                 |                                                 |                                                 |                                                 |                                                 | Yes                                             | Yes                                             |                                                 | Yes                                             | Yes                                             | Yes                                             | Yes                                             | 6                                               |
| Alexandre Gonçalves (Mistura de som)                    | Yes                                             | Yes                                             | Yes                                             | Yes                                             |                                                 | Yes                                             | Yes                                             |                                                 | Yes                                             | Yes                                             | Yes                                             |                                                 |                                                 | Yes                                             |                                                 |                                                 |                                                 |                                                 |                                                 |                                                 |                                                 |                                                 |                                                 |                                                 |                                                 | 10                                              |
| Cláudia Lopes (Produção)                                |                                                 |                                                 |                                                 |                                                 |                                                 |                                                 |                                                 |                                                 |                                                 |                                                 |                                                 |                                                 | Yes                                             |                                                 | Yes                                             |                                                 | Yes                                             |                                                 |                                                 |                                                 | Yes                                             |                                                 |                                                 |                                                 |                                                 | 4                                               |
| Pedro Melo (Som)                                        |                                                 |                                                 |                                                 |                                                 |                                                 |                                                 |                                                 |                                                 |                                                 |                                                 |                                                 |                                                 |                                                 |                                                 |                                                 |                                                 |                                                 |                                                 | Yes                                             | Yes                                             | Yes                                             | Yes                                             | Yes                                             | Yes                                             |                                                 | 6                                               |
| Gérard Rousseau (Mistura de som)                        |                                                 |                                                 |                                                 |                                                 |                                                 |                                                 |                                                 |                                                 |                                                 |                                                 |                                                 |                                                 |                                                 |                                                 |                                                 |                                                 |                                                 |                                                 | Yes                                             | Yes                                             |                                                 | Yes                                             |                                                 | Yes                                             |                                                 | 4                                               |
| João Paulo Santos (Adereços)                            |                                                 |                                                 |                                                 |                                                 |                                                 |                                                 |                                                 |                                                 |                                                 |                                                 |                                                 |                                                 |                                                 |                                                 |                                                 |                                                 |                                                 |                                                 | Yes                                             | Yes                                             |                                                 | Yes                                             |                                                 |                                                 | Yes                                             | 4                                               |
| Manuel Jorge Veloso (Compositor)                        |                                                 | Yes                                             | Yes                                             | Yes                                             |                                                 |                                                 | Yes                                             |                                                 |                                                 |                                                 |                                                 |                                                 |                                                 |                                                 |                                                 |                                                 |                                                 |                                                 |                                                 |                                                 |                                                 |                                                 |                                                 |                                                 |                                                 | 4                                               |
| Jacques Witta (Edição)                                  |                                                 |                                                 |                                                 |                                                 |                                                 |                                                 |                                                 |                                                 |                                                 |                                                 |                                                 |                                                 |                                                 |                                                 | Yes                                             |                                                 |                                                 |                                                 | Yes                                             | Yes                                             |                                                 |                                                 |                                                 | Yes                                             |                                                 | 4                                               |